# Ampay

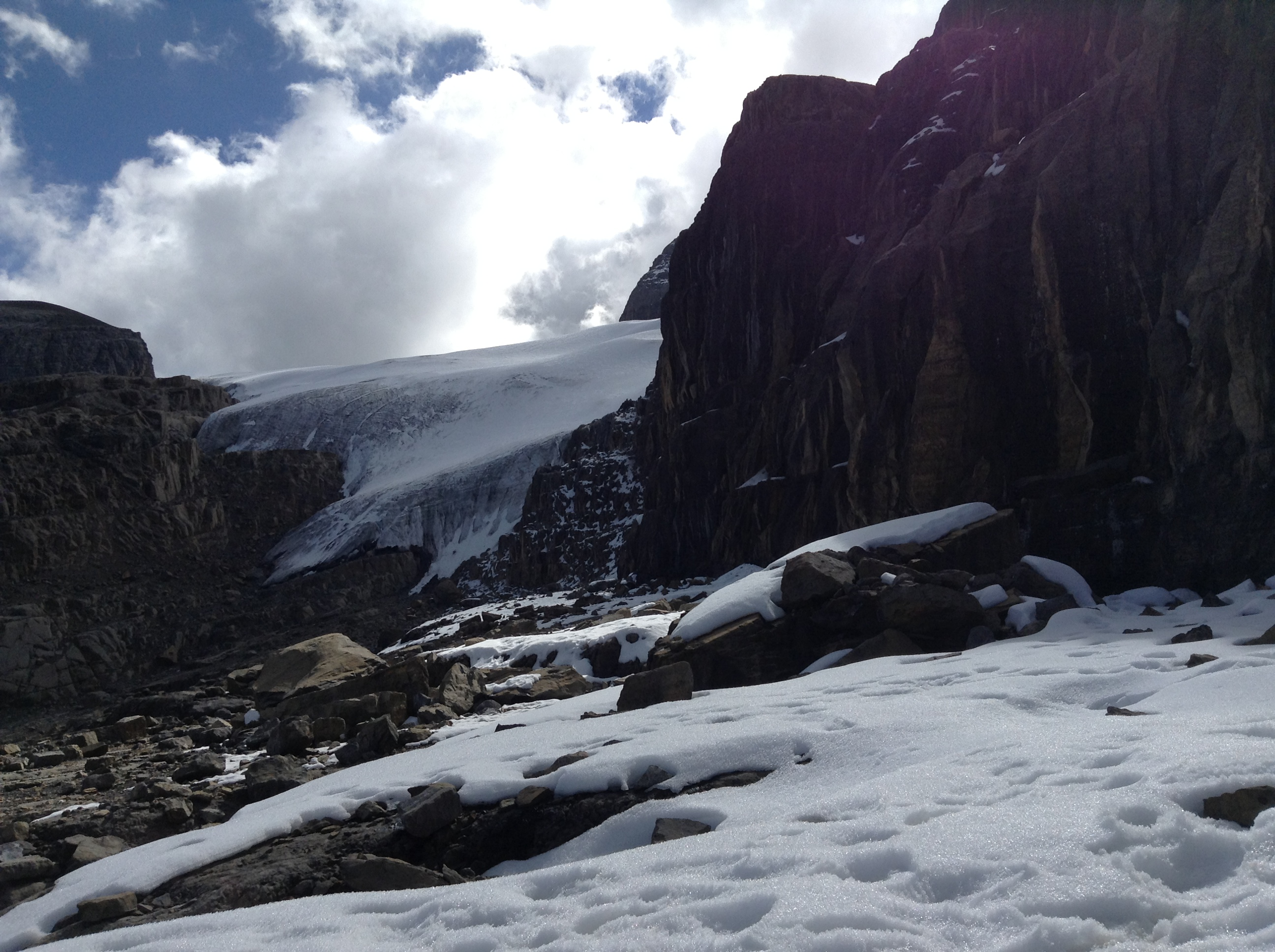
Hanggletscher am Nevado Ampay

Der Nevado Ampay ist ein 5235 m hoher Berg im Andenhochland von Südzentral-Peru in der Provinz Abancay der Region Apurímac. Der Berg und dessen Umgebung liegen im nationalen Schutzgebiet Ampay. Der Berg ist zum Teil vergletschert.

## Lage
Der Nevado Ampay befindet sich im Nordwesten der Provinz Abancay. Die 2377 m hoch gelegene Regionshauptstadt Abancay befindet sich knapp 10 km südöstlich des Berges. Die Distrikte Abancay (im Südwesten), Huanipaca (im Norden) und Tamburco (im Südosten) treffen sich am Gipfel. Die Südost-, Südwest- und Nordwestflanken werden zum Río Pachachaca hin entwässert. Die Nordostflanke wird über den Río Tambobamba direkt nach Norden zum Río Apurímac hin entwässert. Im Norden, jenseits des Flusstals des Río Apurímac, erhebt sich die Gebirgskette Cordillera Vilcabamba. Dort bildet der 26 km entfernte 5404 m hohe Corihuayrachina den nächstgelegenen höheren Gipfel.